# 2020-as labdarúgó-Európa-bajnokság (selejtező – G csoport)
A 2020-as labdarúgó-Európa-bajnokság selejtezőjének G csoportjának mérkőzéseit tartalmazó lapja.
A csoportban hat válogatott, Lengyelország, Ausztria, Izrael, Szlovénia, Észak-Macedónia és Lettország szerepel. Az első két helyezett, Lengyelország és Ausztria kijutott az Európa-bajnokságra. Izrael és Észak-Macedónia a Nemzetek Ligájában elért eredménye alapján pótselejtezőre került.

## Tabella
| Hely. | Csapat          | M  | Gy | D | V | G+ | G– | Gk  | P  | Továbbjutás                                     |  | POL | AUT | MKD | SVN | ISR | LVA |
| ----- | --------------- | -- | -- | - | - | -- | -- | --- | -- | ----------------------------------------------- |  | --- | --- | --- | --- | --- | --- |
| 1.    | Lengyelország   | 10 | 8  | 1 | 1 | 18 | 5  | +13 | 25 | Kijutott a 2020-as labdarúgó-Európa-bajnokságra |  | —   | 0–0 | 2–0 | 3–2 | 4–0 | 2–0 |
| 2.    | Ausztria        | 10 | 6  | 1 | 3 | 19 | 9  | +10 | 19 | Kijutott a 2020-as labdarúgó-Európa-bajnokságra |  | 0–1 | —   | 2–1 | 1–0 | 3–1 | 6–0 |
| 3.    | Észak-Macedónia | 10 | 4  | 2 | 4 | 12 | 13 | −1  | 14 | Pótselejtezőre került                           |  | 0–1 | 1–4 | —   | 2–1 | 1–0 | 3–1 |
| 4.    | Szlovénia       | 10 | 4  | 2 | 4 | 16 | 11 | +5  | 14 |                                                 |  | 2–0 | 0–1 | 1–1 | —   | 3–2 | 1–0 |
| 5.    | Izrael          | 10 | 3  | 2 | 5 | 16 | 18 | −2  | 11 | Pótselejtezőre került                           |  | 1–2 | 4–2 | 1–1 | 1–1 | —   | 3–1 |
| 6.    | Lettország      | 10 | 1  | 0 | 9 | 3  | 28 | −25 | 3  |                                                 |  | 0–3 | 1–0 | 0–2 | 0–5 | 0–3 | —   |

1. 1 2  Egymás elleni eredmény: Észak-Macedónia 4 pont, Szlovénia 1 pont.

## Mérkőzések
A csoportok sorsolását 2018. december 2-án tartották Dublinban. A menetrendet az UEFA még ugyanazon a napon közzétette. Az időpontok közép-európai idő szerint, zárójelben helyi idő szerint értendők.
| 2019. március 21. 20:45 |

| Ausztria | 0–1               | Lengyelország |
| -------- | ----------------- | ------------- |
|          | (0–0) Jegyzőkönyv | Piątek 69'    |

| Ernst Happel Stadion, Bécs Játékvezető: Anasztásziosz Szidirópulosz (görög) |

| 2019. március 21. 20:45 |

| Észak-Macedónia              | 3–1               | Lettország                           |
| ---------------------------- | ----------------- | ------------------------------------ |
| Alioski 11' Elmasz 29' 90+3' | (2–0) Jegyzőkönyv | Velkovski 87' (öngól) Cigaņiks 90+1′ |

| II. Fülöp Stadion, Szkopje Játékvezető: Halis Özkahya (török) |

| 2019. március 21. 20:45 (21:45 UTC+2) |

| Izrael     | 1–1               | Szlovénia  |
| ---------- | ----------------- | ---------- |
| Zahavi 55' | (0–0) Jegyzőkönyv | Šporar 48' |

| Sammy Ofer Stadion, Haifa Játékvezető: Tiago Martins (portugál) |

| 2019. március 24. 18:00 (19:00 UTC+2) |

| Izrael                       | 4–2               | Ausztria          |
| ---------------------------- | ----------------- | ----------------- |
| Zahavi 34' 45' 55' Dabúr 66' | (2–1) Jegyzőkönyv | Arnautović 8' 75' |

| Sammy Ofer Stadion, Haifa Játékvezető: Jevhenyij Aranovszkij (ukrán) |

| 2019. március 24. 20:45 |

| Lengyelország            | 2–0               | Lettország |
| ------------------------ | ----------------- | ---------- |
| Lewandowski 76' Glik 84' | (0–0) Jegyzőkönyv |            |

| Nemzeti Stadion, Varsó Játékvezető: Aliyar Aghayev (azeri) |

| 2019. március 24. 20:45 |

| Szlovénia | 1–1               | Észak-Macedónia |
| --------- | ----------------- | --------------- |
| Zajc 34'  | (1–0) Jegyzőkönyv | Bardi 47'       |

| Stožice Stadion, Ljubljana Játékvezető: Javier Estrada Fernández (spanyol) |

| 2019. június 7. 20:45 |

| Ausztria        | 1–0               | Szlovénia |
| --------------- | ----------------- | --------- |
| Burgstaller 74' | (0–0) Jegyzőkönyv |           |

| Wörthersee Stadion, Klagenfurt am Wörthersee Játékvezető: Alekszej Kulbakov (fehérorosz) |

| 2019. június 7. 20:45 |

| Észak-Macedónia | 0–1               | Lengyelország |
| --------------- | ----------------- | ------------- |
|                 | (0–0) Jegyzőkönyv | Piątek 47'    |

| Toše Proeski Arena, Szkopje Játékvezető: Gianluca Rocchi (olasz) |

| 2019. június 7. 20:45 (21:45 UTC+3) |

| Lettország | 0–3               | Izrael             |
| ---------- | ----------------- | ------------------ |
|            | (0–1) Jegyzőkönyv | Zahavi 10' 60' 81' |

| Daugava Stadium, Riga Játékvezető: Sergei Ivanov (orosz) |

| 2019. június 10. 20:45 |

| Észak-Macedónia         | 1–4               | Ausztria                                                      |
| ----------------------- | ----------------- | ------------------------------------------------------------- |
| Hinteregger 18' (öngól) | (1–1) Jegyzőkönyv | Lazaro 39' Arnautović 62' (11-esből) 82' Bejtulai 86' (öngól) |

| Toše Proeski Arena, Szkopje Játékvezető: Aleksei Eskov (orosz) |

| 2019. június 10. 20:45 (21:45 UTC+3) |

| Lettország | 0–5               | Szlovénia                                          |
| ---------- | ----------------- | -------------------------------------------------- |
|            | (0–4) Jegyzőkönyv | Črnigoj 24' 27' Iličić 29' (11-esből) 44' Zajc 47' |

| Daugava Stadium, Riga Játékvezető: Kevin Clancy (skót) |

| 2019. június 10. 20:45 |

| Lengyelország                                                  | 4–0               | Izrael |
| -------------------------------------------------------------- | ----------------- | ------ |
| Piątek 35' Lewandowski 56' (11-esből) Grosicki 59' Kądzior 84' | (1–0) Jegyzőkönyv |        |

| Nemzeti Stadion, Varsó Játékvezető: Tobias Stieler (német) |

| 2019. szeptember 5. 20:45 (21:45 UTC+3) |

| Izrael     | 1–1               | Észak-Macedónia |
| ---------- | ----------------- | --------------- |
| Zahavi 55' | (0–0) Jegyzőkönyv | Ademi 64'       |

| Turner Stadium, Beersheba Játékvezető: Andreas Ekberg (svéd) |

| 2019. szeptember 6. 20:45 |

| Ausztria                                                                                   | 6–0               | Lettország |
| ------------------------------------------------------------------------------------------ | ----------------- | ---------- |
| Arnautović 7' 53' (11-esből) Sabitzer 13' Šteinbors 76' (öngól) Laimer 80' Gregoritsch 85' | (2–0) Jegyzőkönyv |            |

| Stadion Wals-Siezenheim, Wals-Siezenheim Játékvezető: Robert Hennessy (ír) |

| 2019. szeptember 6. 20:45 |

| Szlovénia             | 2–0               | Lengyelország |
| --------------------- | ----------------- | ------------- |
| Struna 35' Šporar 65' | (1–0) Jegyzőkönyv |               |

| Stožice Stadion, Ljubljana Játékvezető: Szergej Karaszjov (orosz) |

| 2019. szeptember 9. 20:45 (21:45 UTC+3) |

| Lettország | 0–2               | Észak-Macedónia      |
| ---------- | ----------------- | -------------------- |
|            | (0–2) Jegyzőkönyv | Pandev 14' Bardi 17' |

| Daugava Stadium, Riga Játékvezető: Espen Eskås (norvég) |

| 2019. szeptember 9. 20:45 |

| Lengyelország | 0–0         | Ausztria |
| ------------- | ----------- | -------- |
|               | Jegyzőkönyv |          |

| Nemzeti Stadion, Varsó Játékvezető: Kassai Viktor (magyar) |

| 2019. szeptember 9. 20:45 |

| Szlovénia                 | 3–2               | Izrael                |
| ------------------------- | ----------------- | --------------------- |
| Verbič 43' 90' Bezjak 66' | (1–0) Jegyzőkönyv | Natkho 50' Zahavi 63' |

| Stožice Stadion, Ljubljana Játékvezető: Anthony Taylor (angol) |

| 2019. október 10. 20:45 |

| Ausztria                                | 3–1               | Izrael     |
| --------------------------------------- | ----------------- | ---------- |
| Lazaro 41' Hinteregger 56' Sabitzer 88' | (1–1) Jegyzőkönyv | Zahavi 34' |

| Ernst Happel Stadion, Bécs Játékvezető: William Collum (skót) |

| 2019. október 10. 20:45 |

| Észak-Macedónia | 2–1               | Szlovénia               |
| --------------- | ----------------- | ----------------------- |
| Elmasz 50' 68'  | (0–0) Jegyzőkönyv | Iličić 90+5' (11-esből) |

| Toše Proeski Arena, Szkopje Játékvezető: Danny Makkelie (holland) |

| 2019. október 10. 20:45 (21:45 UTC+3) |

| Lettország | 0–3               | Lengyelország          |
| ---------- | ----------------- | ---------------------- |
|            | (0–2) Jegyzőkönyv | Lewandowski 9' 13' 76' |

| Daugava Stadium, Riga Játékvezető: Halis Özkahya (török) |

| 2019. október 13. 20:45 |

| Lengyelország            | 2–0               | Észak-Macedónia |
| ------------------------ | ----------------- | --------------- |
| Frankowski 74' Milik 80' | (0–0) Jegyzőkönyv |                 |

| Nemzeti Stadion, Varsó Játékvezető: Antonio Mateu Lahoz (spanyol) |

| 2019. október 13. 20:45 |

| Szlovénia | 0–1               | Ausztria  |
| --------- | ----------------- | --------- |
|           | (0–1) Jegyzőkönyv | Posch 21' |

| Stožice Stadion, Ljubljana Játékvezető: Cüneyt Çakır (török) |

| 2019. október 15. 20:45 (21:45 UTC+3) |

| Izrael                    | 3–1               | Lettország |
| ------------------------- | ----------------- | ---------- |
| Dabbur 16' 42' Zahavi 26' | (3–1) Jegyzőkönyv | Kamešs 40' |

| Turner Stadion, Beér-Seva Játékvezető: Arnold Hunter (északír) |

| 2019. november 16. 18:00 |

| Szlovénia            | 1–0               | Lettország |
| -------------------- | ----------------- | ---------- |
| Tarasovs 53' (öngól) | (0–0) Jegyzőkönyv |            |

| Stožice Stadion, Ljubljana Játékvezető: Radu Petrescu (román) |

| 2019. november 16. 20:45 |

| Ausztria            | 2–1               | Észak-Macedónia   |
| ------------------- | ----------------- | ----------------- |
| Alaba 7' Lainer 48' | (1–0) Jegyzőkönyv | Stojanovski 90+3' |

| Ernst Happel Stadion, Bécs Játékvezető: Michael Oliver (angol) |

| 2019. november 16. 20:45 (21:45 UTC+2) |

| Izrael     | 1–2               | Lengyelország            |
| ---------- | ----------------- | ------------------------ |
| Dabbur 88' | (0–1) Jegyzőkönyv | Krychowiak 4' Piątek 54' |

| Teddy Stadion, Jeruzsálem Játékvezető: Mattias Gestranius (finn) |

| 2019. november 19. 20:45 |

| Észak-Macedónia | 1–0               | Izrael |
| --------------- | ----------------- | ------ |
| Nikolov 45+2'   | (1–0) Jegyzőkönyv |        |

| Toše Proeski Arena, Szkopje Játékvezető: Paolo Valeri (olasz) |

| 2019. november 19. 20:45 (21:45 UTC+2) |

| Lettország | 1–0               | Ausztria |
| ---------- | ----------------- | -------- |
| Ošs 65'    | (0–0) Jegyzőkönyv |          |

| Daugava Stadion, Riga Játékvezető: Alejandro Hernández Hernández (spanyol) |

| 2019. november 19. 20:45 |

| Lengyelország                             | 3–2               | Szlovénia             |
| ----------------------------------------- | ----------------- | --------------------- |
| Szymański 3' Lewandowski 54' Góralski 81' | (1–1) Jegyzőkönyv | Matavž 14' Iličić 61' |

| Nemzeti Stadion, Varsó Játékvezető: Daniel Siebert (német) |